# Ulica Ormiańska we Lwowie
Ulica Ormiańska we Lwowie (ukr. Вулиця Вірменська) – jedna z ulic śródmieścia Lwowa. W przeszłości była centralną ulicą dzielnicy ormiańskiej.
Zaliczana do najbardziej malowniczych ulic Lwowa, najstarsze kamienice pochodzą z XVI wieku (nr 31, 25 i 20). W Kamienicy Czterech Pór Roku nr 23 (nazwa pochodzi od związanych z porami roku scen z życia XIX w. włościan zdobiących fasadę) Janusz Witwicki stworzył Panoramę Plastyczną Dawnego Lwowa. Kamienica nr 33 ozdobiona jest herbami Lwowa, nr 21 płaskorzeźbami nawiązującymi do mitologii. Pod nr 7 znajdowała się dawna dzwonnica katedry ormiańskiej,obecnie przez bramę przechodzi się na tzw. Zaułek Ormiański.

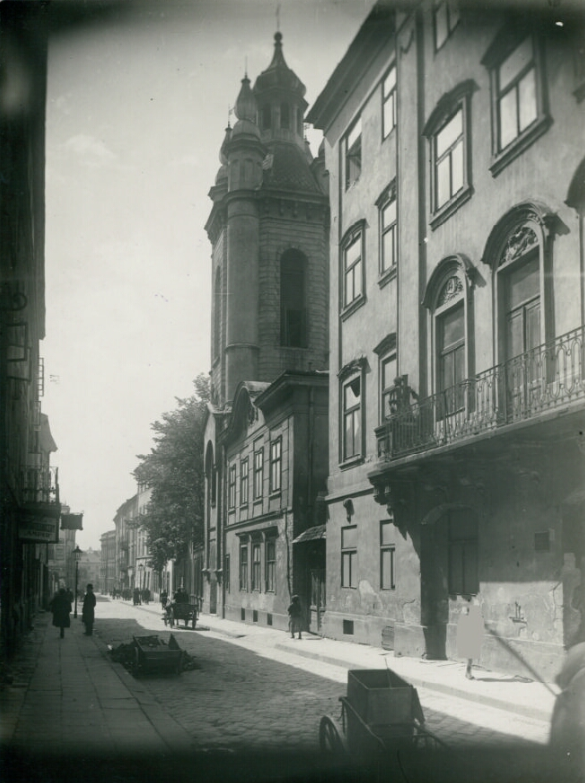
Ulica Ormiańska we Lwowie